# 诗琳通公主诗文画集

[https://web.archive.org/web/20190804033757/http://www.kfzimg.com/G07/M00/F3/92/q4YBAF0REBeAWWQuAAFh3QHxpLk005_b.jpg 书体封面

《诗琳通公主诗文画集》是生活·读书·新知三联书店于1993年12月出版的诗集，收录泰国诗琳通公主的诗作10首、文章18篇和插画41幅。1994年1月6日，《诗琳通公主诗文画集》于北京首发，译者为公主的中文老师、北京外交人员语言文化中心的成员顾雅炯。

## 封面
封面由装帧艺术家宁成春设计，书皮封面为诗琳通公主年轻时的肖像，书名下标有泰文副标题，意为“诗琳通公主御作”；背面是公主的手绘插画。图书本体以红色为主，正面是金色描边的诗琳通公主王家标志。

## 收录内容

### 诗
- 《水灾》
- 《烟筒花》
- 《克制自己 情操高尚》
- 《月桔树》
- 《黄鹂》
- 《友谊颂》
- 《音乐会开幕献词》
- 《音乐会闭幕献词》
- 《踏沙远行有感》
- 《采花》

### 文
- 《发展教育 国富民强》
- 《富饶的泰国》
- 《一次梦幻旅行》
- 《如果我有机会上大学》
- 《莫要虚度光阴》
- 《为时已晚》
- 《可爱的罐头盒》
- 《开发农村 扶助人民》
- 《积累知识 造福社会》
- 《集乐达学校》
- 《五世皇与国家改革》
- 《宋干节和春耕节》
- 《泰国红十字会的96年》
- 《反映农民辛劳的诗》
- 《红篱黄墙中的10年》
- 《踏沙远行》
- 《三访中国》[6]
- 《四访中国》

### 画
- 《紫色花瓶》
- 《睡莲》
- 《红灯》
- 《林中凉亭》
- 《鸟》
- 《荷花》
- 《少年的快乐》
- 《天高云淡》
- 《猫头鹰》
- 《在彩虹中嬉戏》
- 《悠然自得》
- 《孤独》
- 《深渊》
- 《诗人归来》
- 《收甘蔗的少女》
- 《孤舟独钓》
- 《窗前明月》
- 《矿工》
- 《农民》
- 《乌云密布》
- 《美人蕉》
- 《从西方书籍中得到的灵感》
- 《薄雾》
- 《蔚蓝色的梦》
- 《日本的秋天》
- 《花》
- 《母亲》
- 《黄昏》
- 《印度尼西亚托巴湖》
- 《玉佛寺》
- 《通往蒲屏行宫的路》
- 《森林》
- 《无忧宫前的海滨》
- 《大皇宫的一角》
- 《那更县风光》
- 《塔克兴行宫的后院》
- 《夏日的海》
- 《蒲屏行宫》
- 《蜿蜒的山路》
- 《月牙泉》
- 《璀璨的宝石》